# Unitární stát
Unitární stát (nebo jednotný stát) je ve státovědě označení pro stát s jednotnou soustavou státních orgánů, s jednotným právním řádem a nedělitelným územím. Jedná se o pojmový protiklad federace.
Unitární povaha státu nevylučuje vnitřní decentralizaci (například existence krajů v České republice) ani územní autonomii jedné z částí (například postavení Skotska v rámci Spojeného království), takový stát je pak označen jako unitární stát s místní autonomií. Vymezení pravomocí místních orgánů i autonomního území je stanoveno v ústavě a je zde uplatněn princip subsidiarity.

## Charakteristické prvky unitárního státu
- nedílná státní suverenita – v mezinárodních vztazích je unitární stát reprezentován jen svými nejvyššími orgány, samosprávné a místní orgány se nepodílejí na výkonu pravomocí nejvyšších orgánů ani ve vnitrostátních otázkách
- územní svrchovanost – území státu je nedělitelné
- jednotný charakter právního řádu – vrchní orgány mají plnou kompetenci v zákonodárství, místní orgány mohou vytvářet normy jen na základě a v mezích zákona (často jako prováděcí či doplňkové normy), tzv. secundum et intra legem
- hierarchie státních orgánů – nejvyšší stupeň soustavy tvoří jediná soustava nejvyšších orgánů (zákonodárných, výkonných i soudních)
- jednotné státní občanství – v unitárním státě neexistuje možnost dvojího občanství (místní autonomní celky nemají vlastní občanství jako ve federaci)

## Příklady unitárních států
Česká republika
Unitární povaha České republiky je vyjádřena hned v Čl. 1 Ústavy České republiky: „Česká republika je svrchovaný, jednotný a demokratický právní stát [...]“. Článek 11 pak zakotvuje nedělitelnost území: „Území České republiky tvoří nedílný celek, jehož státní hranice mohou být měněny jen ústavním zákonem.“ Další články Ústavy a další zákony pak stanovují principy územního členění, hierarchie orgánů (existence pouze jednoho nejvyššího soudu a nejvyššího správního soudu).